# Damülser Mittagsspitze
De Damülser Mittagsspitze is een berg in de Mittagspitzkamm van de Damülser Berge, een bergketen in het Bregenzerwaldgebirge, in de Oostenrijkse deelstaat Vorarlberg.
Met 2095 m is het de hoogste berg van de Damülser berge. De kenmerkende top domineert de hoogvlakte van de Ugaalpe met een hoogteverschil van bijna 300 m. 

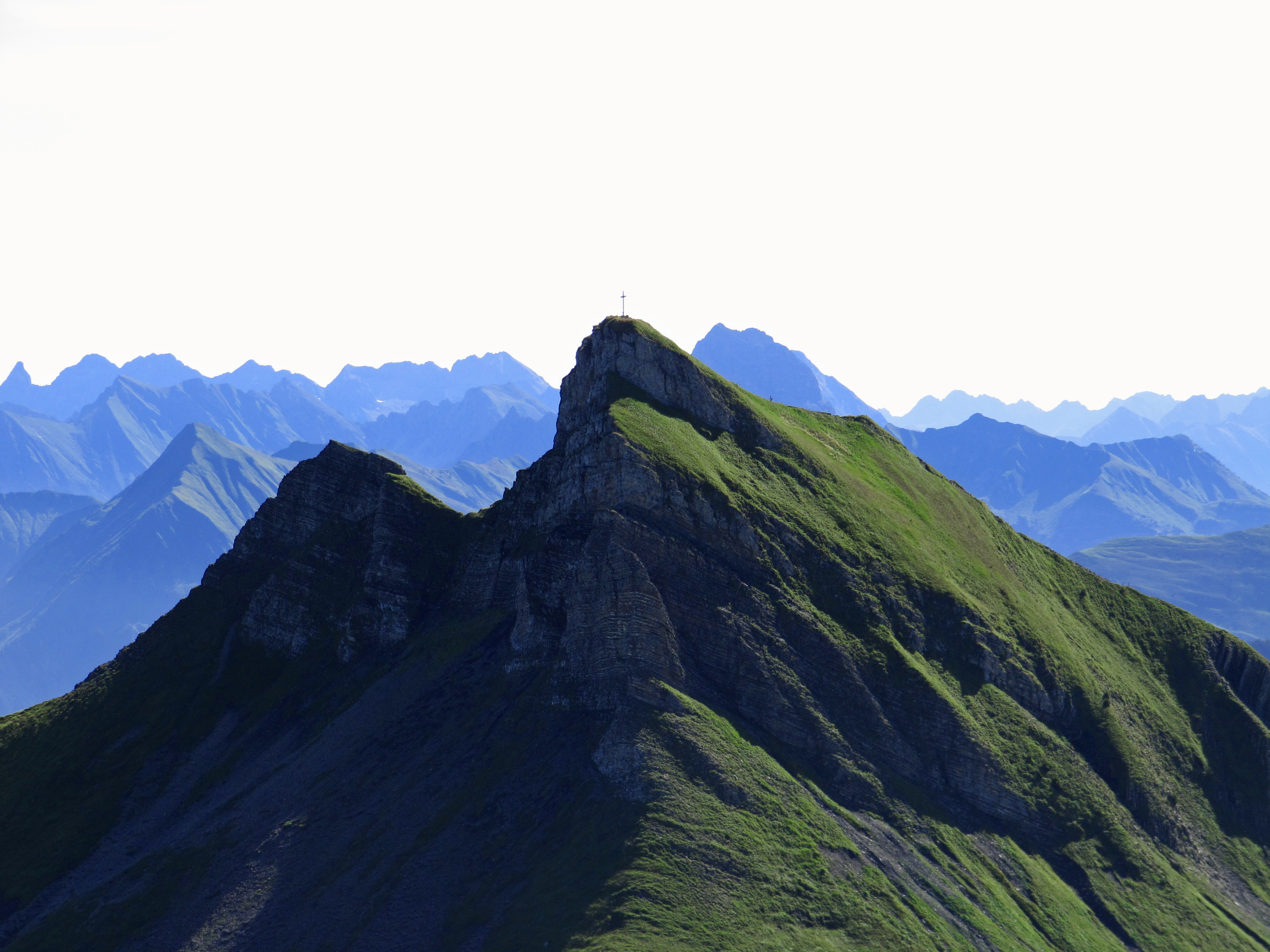
Zicht vanuit het westen
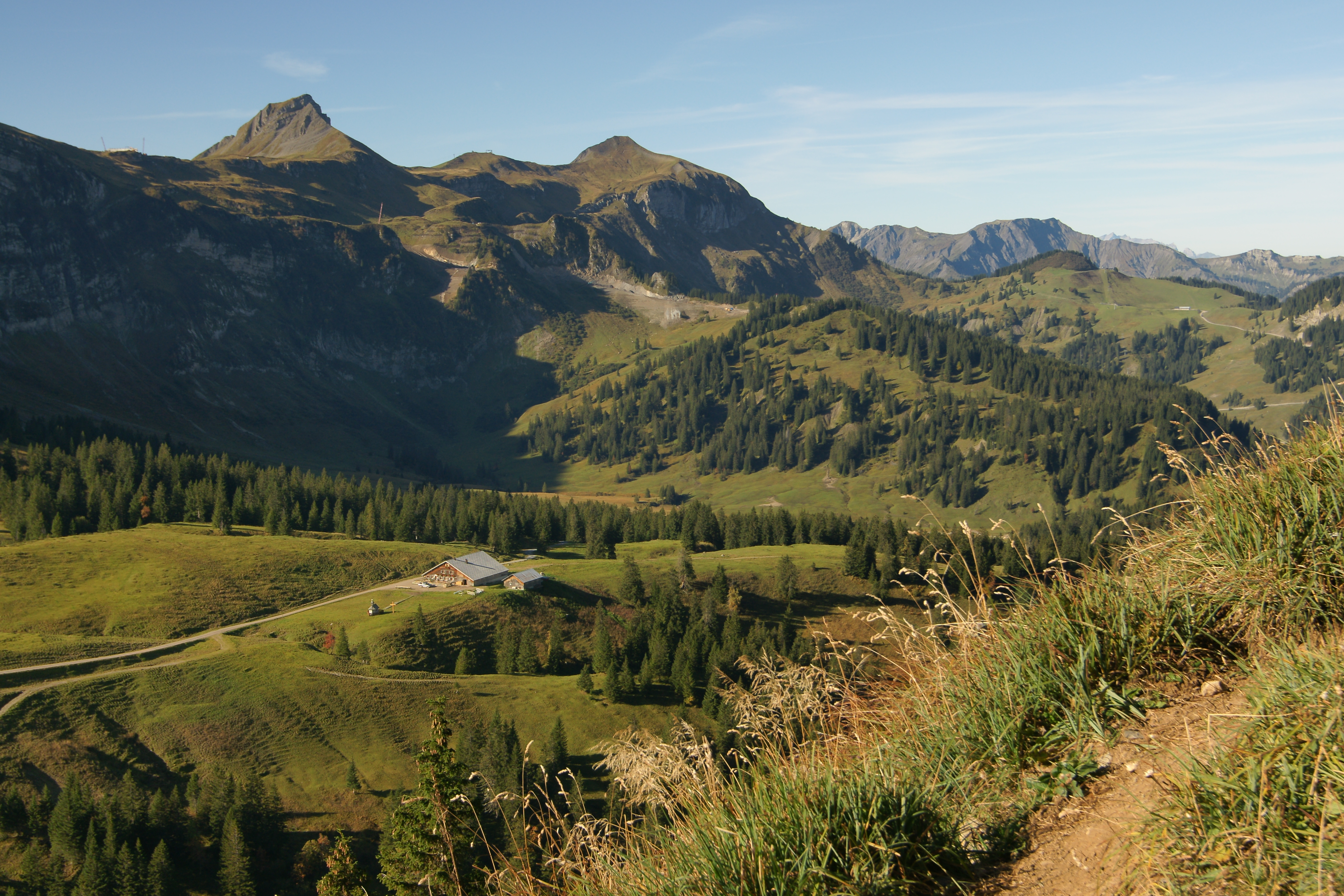
Zicht vanuit het noorden
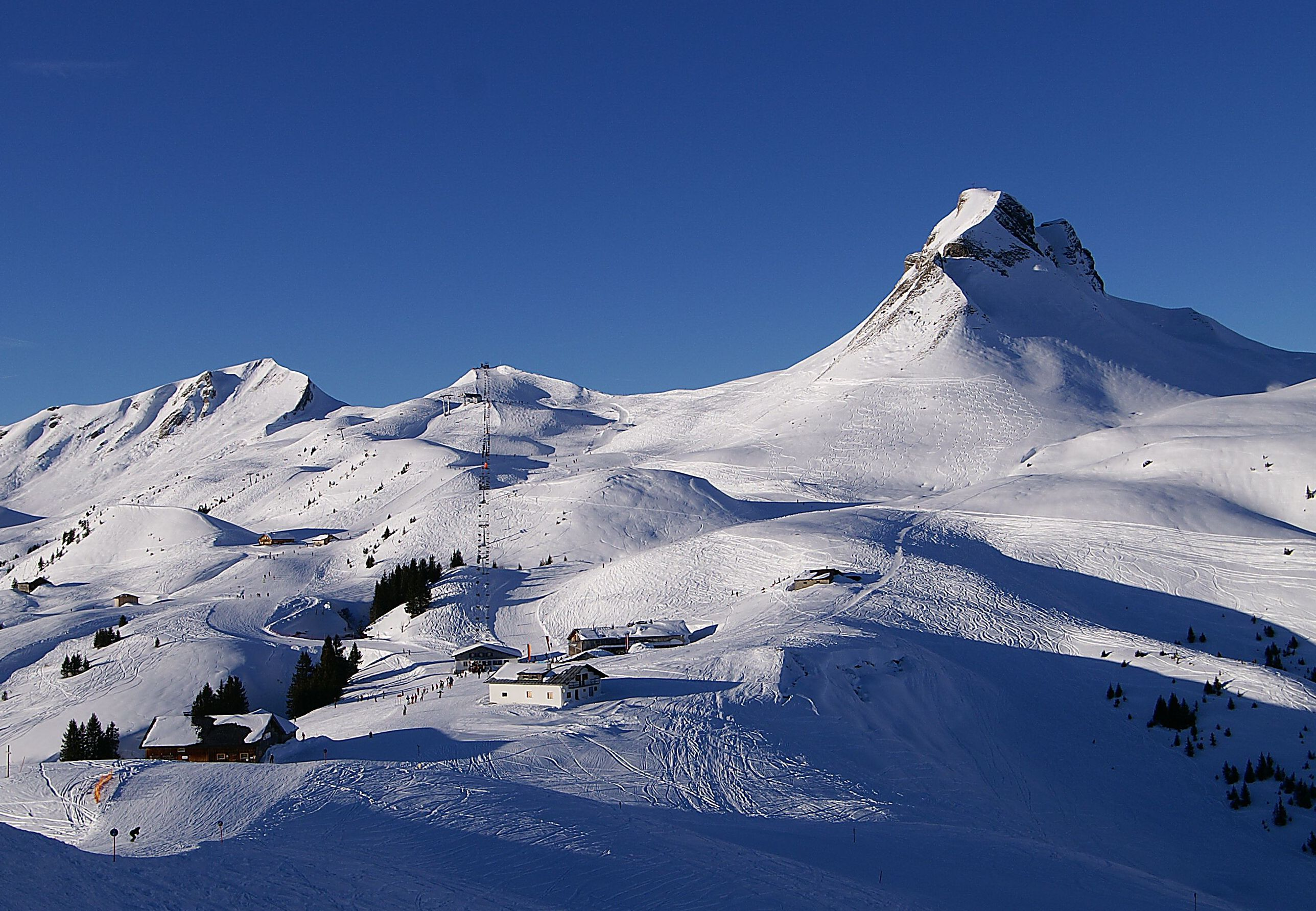
In de winter

## Beklimming
De berg is vrij eenvoudig te beklimmen vanaf het bergstation Uga, dat via een stoeltjeslift met het dorpje Damüls verbonden is. Vanuit de hut leidt een breed pad richting de top, dat na een tijdje overgaat in een smal, stenig zigzagpad. De beklimming duurt ongeveer een uur.
Vanuit het noorden kan de top beklommen worden vanaf het bergstation Roßstelle, bereikbaar vanuit Mellau, een veel moeilijker beklimming.
De top geeft rondom panorama over het Bregenzerwaldgebirge, met de Kanisfluh als meest opvallende bergkam, en de omliggende gebergten: naar het noordoosten de Allgäuer Alpen, oostelijk het Lechbrongebergte en naar het zuiden het Rätikon- en het Silvretta-massief.